# Alexander Henderson (homme politique canadien)
Pour les articles homonymes, voir Alexander Henderson et Henderson.
Alexander Henderson (13 mars 1860-13 décembre 1940) est un homme politique canadien de la Colombie-Britannique. Il est député provincial indépendant de la circonscription britanno-colombienne de New Westminster City de 1898 à 1900. Henderson est aussi le 6e commissaire du Yukon de 1907 à 1911.

## Biographie
Né à Oshawa dans le Canada-Est, Henderson étudie à l'université de Toronto et à Osgoode Hall. Nommé au Barreau de l'Ontario en 1889 et à celui de la Colombie-Britannique en 1892, il pratique le droit à Oshawa à partir de 1891 jusqu'à son installation à New Westminster. En 1899, il est nommé conseiller du roi   et sert comme procureur général dans le cabinet provincial. En 1904, il est nommé juge de comté à la cour de Vancouver. Occupant le poste jusqu'en 1907, il démissionne alors pour briguer sans succès à nouveau un poste de député provincial.
En 1895, Henderson épouse Susan Crawford, fille du député fédéral et maire d'Oakville, William McCraney (en).
Il meurt à Vancouver en décembre 1940 à l'âge de 80 ans.